# Dappi
Dappi（だっぴ）は、ウェブコンサルティングを業務とする東京都内のIT会社のTwitterアカウントである。ネット上で自由民主党や、日本維新の会などへの賛同や動員を行ったり、立憲民主党や日本共産党の国会議員への誹謗中傷や批判を繰り返し行っていた。
Twitterにおける匿名の発信者であったが、約17万人のフォロワーを擁し（2021年10月時点）、国会議員からもたびたび注目されるなど、大きな影響力を持っていた。
参議院議員の小西洋之と杉尾秀哉は、当該アカウント「Dappi」の発信元を発信者情報開示請求に基づき特定し、2021年10月6日にその発信元として開示された法人などに対して東京地裁に名誉毀損による損害賠償などで訴訟を提起した。この法人はウェブ関連企業「ワンズクエスト」であると報じられており、同社の提出書面によると、投稿したのは同社従業員だったなどと主張していた。ワンズクエストは自由民主党と取引関係にあったと報じられており、第49回衆議院議員総選挙に前後して「アカウントの運営が法人により行われていたのではないか」「アカウントの運用は自由民主党と直接繋がりがあったのではないか」などと疑われたことで話題になった。

## 概要

### アカウントの変遷

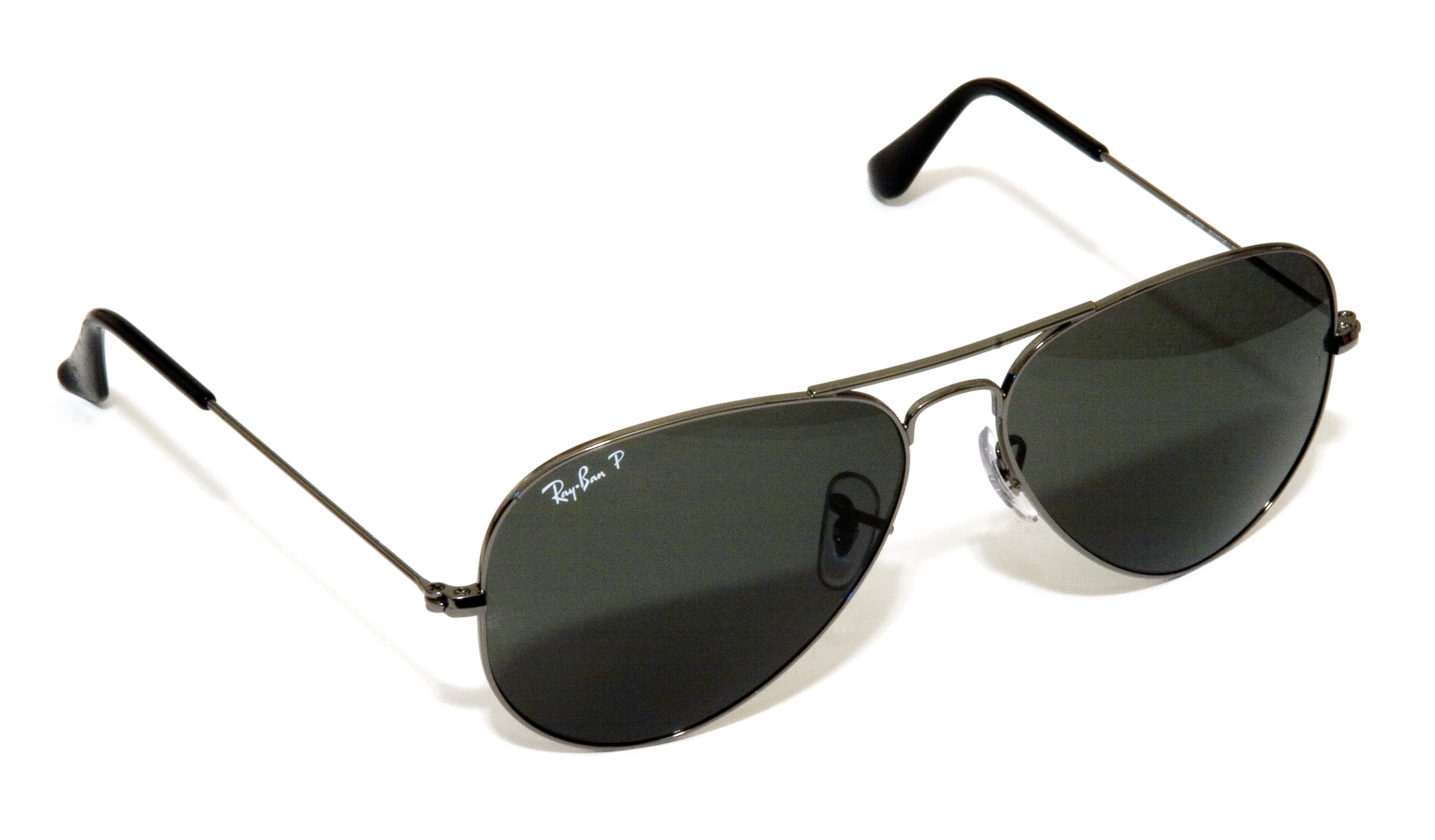
レイバンのサングラス

同名（大文字）の「DAPPI（@take_off_dress）」は2015年秋からTwitterにおいて活動を開始した。現在の「Dappi」とは別のアカウントを利用していたが、Twitterのルールに違反したことで2019年6月22日午前に凍結された。旧アカウントでは当初プロフィール画像にレイバンのサングラスをかけた渡哲也（西部警察の大門圭介役）の画像が無断使用されていたが、一部ユーザーが通報したことなどもあってサングラスのイラストに変更された。
自己紹介文として「日本が大好きです。偏向報道をするマスコミは嫌いです。国会中継を見てます。」と記述した。国会中継の映像を転載して自由民主党（自民党）や日本維新の会所属議員による発言を賞賛する投稿や、インターネット動画を転載して立憲民主党や日本共産党などの野党への批判を紹介するなどの投稿を多く行っていた。
旧アカウントが凍結された同日に新たなアカウントで「Dappi（@dappi2019）」が作成され情報発信を始めたのち、小西議員らによる開示請求が認められた2021年9月3日から間を開けた2021年10月1日を最後に休止している。その後、後述の民事裁判にて被告側の敗訴が確定した後の2023年11月にアカウント自体が削除されたことが同月に報じられた。

### 高い知名度
匿名のアカウントでありながら10万人以上のフォロワーを擁し、数多くの政治家や著名人がDappiの発言を引用し、Dappiへの感謝を表明するなど、社会的に広く認知されていた。
例として、自民党の国会議員である山田宏や、同じく自民党議員の松川るい、平戸市長の黒田成彦、また大阪府知事で日本維新の会（維新）副代表の吉村洋文、大阪市長で維新代表の松井一郎、維新の国会議員である足立康史、さらに経済学者の高橋洋一などが、Dappiの発言の引用・返信を行った。

### 立憲民主党への攻撃
同党は複数回にわたりファクトチェックを行い、Dappiの発言の多くが虚偽であることを伝え、また「デマやフェイクニュースはなぜ拡散されやすいのか...。」と懸念を述べていた。

#### 枝野幸男に対する捏造
2021年6月9日、立憲民主党の代表である枝野幸男と、自民党の総裁で内閣総理大臣である菅義偉（当時）が党首討論を行った。枝野は当時問題となっていた2020年東京オリンピックの開催期間における新型コロナウイルス感染症の拡大防止策について質問した。
菅は感染対策に関して答弁した後、質問とは関係ない57年前の1964年東京オリンピックに関する自身の思い出話について、約2分30秒にわたり語った。枝野はこれに対し「総理の後段のお話は、ここには相応しくないお話だったんではないかと言わざるを得ません。」と批判したのち、感染対策の答弁に対して反論を行った。

このわずか約10分後、Dappiはこの映像を切り抜いて歪曲し、枝野を攻撃する投稿を行った。Dappiは菅の発言から後半の1964年に関する思い出話の部分を削除して感染対策の答弁のみを残し、さらにその直後に枝野の「ここには相応しくないお話だった」という部分のみも合成することで、あたかも枝野が感染対策に関する議論を拒否しているかのように誤解させる映像を創作した。Dappiはその捏造した動画に次のような文言を添えて投稿し、10万回以上も閲覧された。
菅総理「立憲民主党の“ゼロコロナ戦略”は無症状も含めた徹底検査だが、私権制限強化に慎重だった立憲はどう国民に強制検査させるつもりなのか？また強い私権制限可能な台湾・NZ・オーストラリアと日本を比較する如何なものかと」 
枝野幸男「党首討論に相応しくない話！」 

哀れすぎる枝野

#### その他
有田芳生議員は「Dappi」から自身に関するデマを発信されたとしている。

## 運営者
Dappiは一貫して匿名で活動していたが、投稿を行う時間帯が平日の午前9時から午後5時までの間（日本における一般的な業務時間）に集中していたことから、雇用契約に基づく組織的な活動が疑われていた。
2022年2月28日の第2回口頭弁論で、ワンズクエストは同社従業員が投稿者であるとしたものの。一方で、組織的な活動ではないと主張している。

### 内閣官房による情報開示請求の拒否
情報公開制度を用いて日本国政府への情報開示請求を数多く行なっている和田裕一（WADA）によると、和田は2020年6月、Dappiに関して同政府の内閣情報調査室が保有する情報の開示を請求した。

しかし、内閣情報調査室は「行政機関の保有する情報の公開に関する法律の第5条第3号及び第6号にある不開示情報にあたる」ためとして回答を拒否し（存否応答拒否）、その理由を次のように述べたという。
本件対象文書の存否を明らかにした場合、内閣の情報機関である内閣情報調査室の情報関心等が推察されることとなり、それによって、悪意を有する相手方が対抗・妨害措置を講じるなど、当室が行う業務の適正な遂行に重大な支障をおよぼすおそれがあり、ひいては我が国の安全が害されるおそれがある。

## 自由民主党との関係

### Dappiに対する名誉毀損訴訟
2020年10月25日、森友学園問題において日本の財務省が公文書を改竄した事件に関して、Dappiは門田隆将が産経新聞に寄稿した記事の写真と見られる画像とともに、それを要約する形式で「近畿財務局のある職員は、立憲民主党の参議院議員である小西洋之らが１時間つるし上げた翌日に自殺した」などとする投稿を行った。

#### インターネット回線の特定
しかし、小西によれば、小西はその職員と面会したり説明を求めたという事実は存在せず、虚偽に基づく誹謗中傷であった。同年12月、小西はDappiに対して名誉毀損による損害賠償の請求訴訟を行うため、発信者情報開示請求を行った。
その結果、2021年10月6日、Dappiが活動のために利用していたインターネット回線は、東京都内に本社を置くWebコンサルティング会社が契約しているものであったことが判明した。
2021年10月6日、小西は同じく立憲民主党議員の杉尾秀哉とともに、同社に対して880万円の損害賠償を求める訴訟を東京地裁に提起した。2023年10月16日、東京地裁は同社と代表取締役に220万円の支払いを命じた。

### 回線契約企業と自由民主党の関係
この会社の主要な取引先のひとつが自由民主党（自民党）であった。過去には自民党の衆議院議員（閣僚の経験者）の資金管理団体や、自民党の支部から注文を受け、ホームページのメンテナンスやウェブサイトの制作などを行っていたことが、政治資金収支報告書によって判明した。
また自民党東京都支部連合会は2017年から2019年にかけて、「ホームページ関係費」の「サーバー代」として毎年約10万円を同社へ支出していたほか、同連合会が運営する政治講座「TOKYO自民党政経塾」の「テープ起こし」などとして年間に数十万円を支出していた。また、2021年に約404万円の支出をしていたことが政治資金収支報告書で判明している。
TBSの取材に対し、自民党の本部は「党本部とご質問の取引は確認しておりません」と関係を否定した。ある閣僚経験者は「ホームページのメンテナンス以外の仕事はありません」と回答した。

#### 小渕優子との取引
インターネットメディアのBuzzFeedは、自民党議員で経済産業大臣などを務めた小渕優子が同社と取引を行っていたと報じた。BuzzFeedが小渕優子に行った取材では、小渕は同社との取引は認めたものの、「Dappi」との関わりは否定し、次のように述べたという。
以前事務所にいたスタッフが知り合いに紹介してもらった業者だったと聞いているだけで、ホームページのメンテナンス以外のお付き合いはございませんので、ご質問のアカウントは全く知りません
週刊誌の週刊文春は、同社は『ワンズクエスト』であると報じた。同誌によれば、自民党東京都支部は2014年から2019年にかけて約565万円をワンズクエストへ支払ったほか、小渕優子の資金管理団体が2011年以降に約194万円をワンズクエストへ支出していたという。少なくとも2022年まで、小渕が代表を務める政治団体「未来産業研究会」がホームページメンテナンスなどの名目で、ワンズクエストと取引を続けていたことが政治資金収支報告書から確認されている。

#### 企業による回答拒否
同社は各メディアの取材に対し、対面では応答することなく、書面でのみ「国会議員が弊社を提訴したと聞きました。訴状を見ていないのでコメントのしようもなく、回答は差し控えさせていただきます」と述べた。

### 国会での問題視

#### 参議院
2021年10月13日、参議院本会議の代表質問では、立憲民主党の副代表である森裕子が、2019年に自民党の河井克行がインターネットで工作活動を行っていた事件（河井夫妻選挙違反事件）とともに、Dappiによる捏造問題を取り上げた。森は内閣総理大臣の岸田文雄（自民党）に対して次のように述べ、「まもなく行われる第49回衆議院議員総選挙では、自民党の議員によるネット工作を行わないように約束してほしい」と訴えた。
同僚の小西・杉尾両参院議員が行った発信者情報開示請求手続きにより、重要な問題が明らかになってきました。国会質疑の動画を編集して、本来の意図とは全く違う内容のフェイクニュースを作り上げ、拡散し、野党を攻撃してきたツイッターアカウントの運営者が法人であるとわかりました。しかも、バズフィードニュースの調査によれば、その法人は、自民党の議員や自民党の支部との取引があることもわかりました。
　まもなく、解散総選挙も行われます。総理、今回の選挙ではお金を使ってネット工作を行い、選挙の結果を不当に歪めるような卑劣な行為を自民党の議員に行わせないとこの場でお約束いただけませんか。明確なご答弁をお願いします。
これに対し、岸田はDappiに関して直接の言及は行わず、次のように述べた。
選挙運動や政治活動については、公職選挙法などに定めがあります。我が党の議員に限らず、それぞれの議員や候補者が、それらのルールに従って発信をし、選挙運動を行い、政治活動を行うべきであるということ、これは当然のことであると考えます。
2023年10月31日の参議院予算委員会の同じく立憲民主党の杉尾秀哉への答弁でも、岸田はDappiと自民党本部の関係を調査する必要性について「何ら調査の必要があるとは考えていない」「報道を見る限り、判決では自民党とDappiの関係に一切触れていない」と主張し、調査の必要性を否定した。

## 民事裁判
前述の通り、2021年10月6日、参議院議員の小西洋之と杉尾秀哉は「Dappi」の発信元として開示された法人ワンズクエスト、同社社長と専務の役員2人を相手取り、東京地裁に名誉毀損による損害賠償などの訴えを提起した。
2021年12月10日、第1回口頭弁論が開かれ、会社側は請求棄却を求めた。
2022年2月28日、第2回口頭弁論が開かれ、会社側は「投稿は従業員によるもの」としたものの会社による関与ではないと主張した。
2023年3月13日、東京地裁の新谷祐子裁判長は、ツイートの投稿者名を開示するようワンズクエストに命じる決定を出した。
同年10月16日、新谷裁判長は「投稿は会社の業務」と認め、ワンズクエストと代表に計220万円の賠償と投稿の削除を命じた。新谷裁判長は、業務時間の大半が投稿に充てられていたことなどから「代表の指示の下、会社の業務として行われていたというほかない」と指摘。投稿者が代表自身である可能性も「相応にある」とした。原告、被告とも期限までに控訴しなかったため、この判決が確定した。